# Jabu Mahlangu
Jabu Mahlangu, tidigare Jabu Pule, född 11 juli 1980 i Gauteng, är en sydafrikansk fotbollsspelare som spelat i Östers IF. Han har tidigare spelat bland annat för österrikiska SV Mattersburg. Han har även spelat 20 matcher och gjort 2 mål för Sydafrikas landslag. 2008 spelade han 13 matcher för Östers IF i division 1 södra, med 5 mål och 7 assist som facit. Han återvände sedan till Sydafrika och Platinum Stars.
Säsongen 2010 spelade Jabu åter i den då nyblivna Superettanklubben Östers IF.